# Кассероль

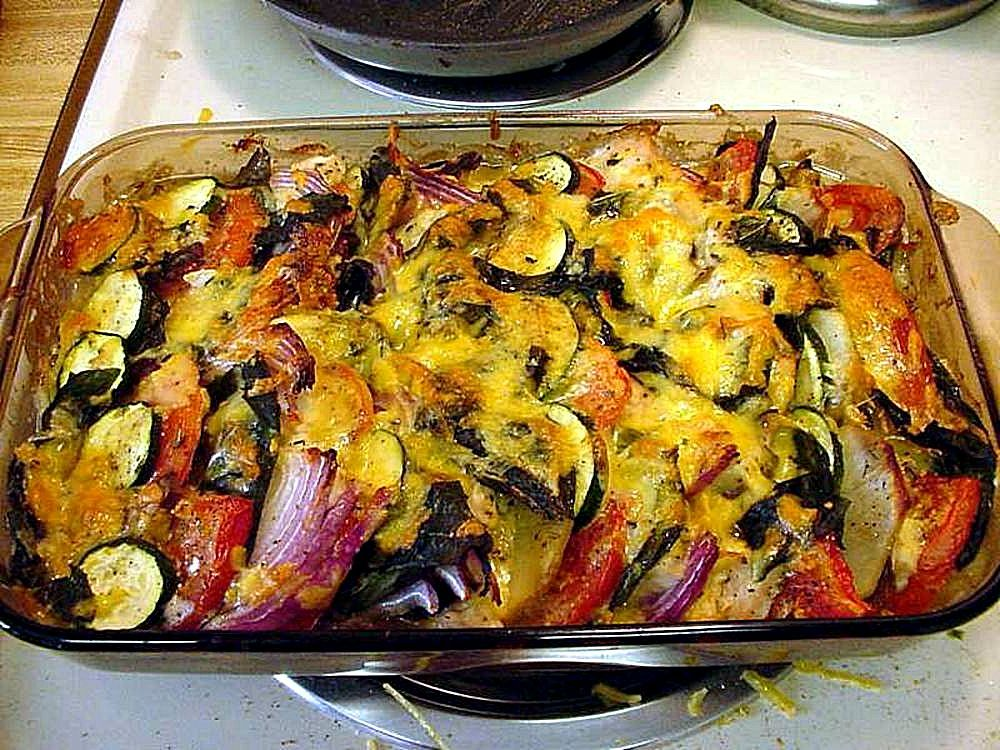
Вегетарианская кассероль

Кассероль (фр. Casserole, уменьшительное от casse, от провансальского cassa, «ковш», «чаша», «кастрюля») — кулинарный термин, имеющий три значения.
Это своего рода большая глубокая кастрюля или жаропрочная толстостенная миска из чугуна, керамики или стекла, используемая для приготовления различных блюд в духовке.
Это способ приготовления блюд в посуде кассероль, аналогичный запеканию.
Это также блюдо, приготовленное в посуде кассероль способом кассероль, похожее на запеканку.

## История

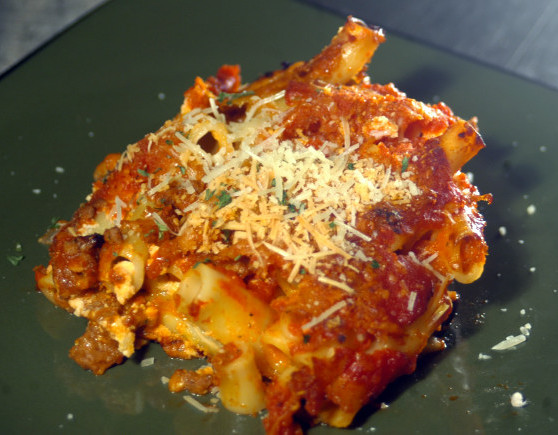
Кассероль на основе макарон зити и мясного фарша

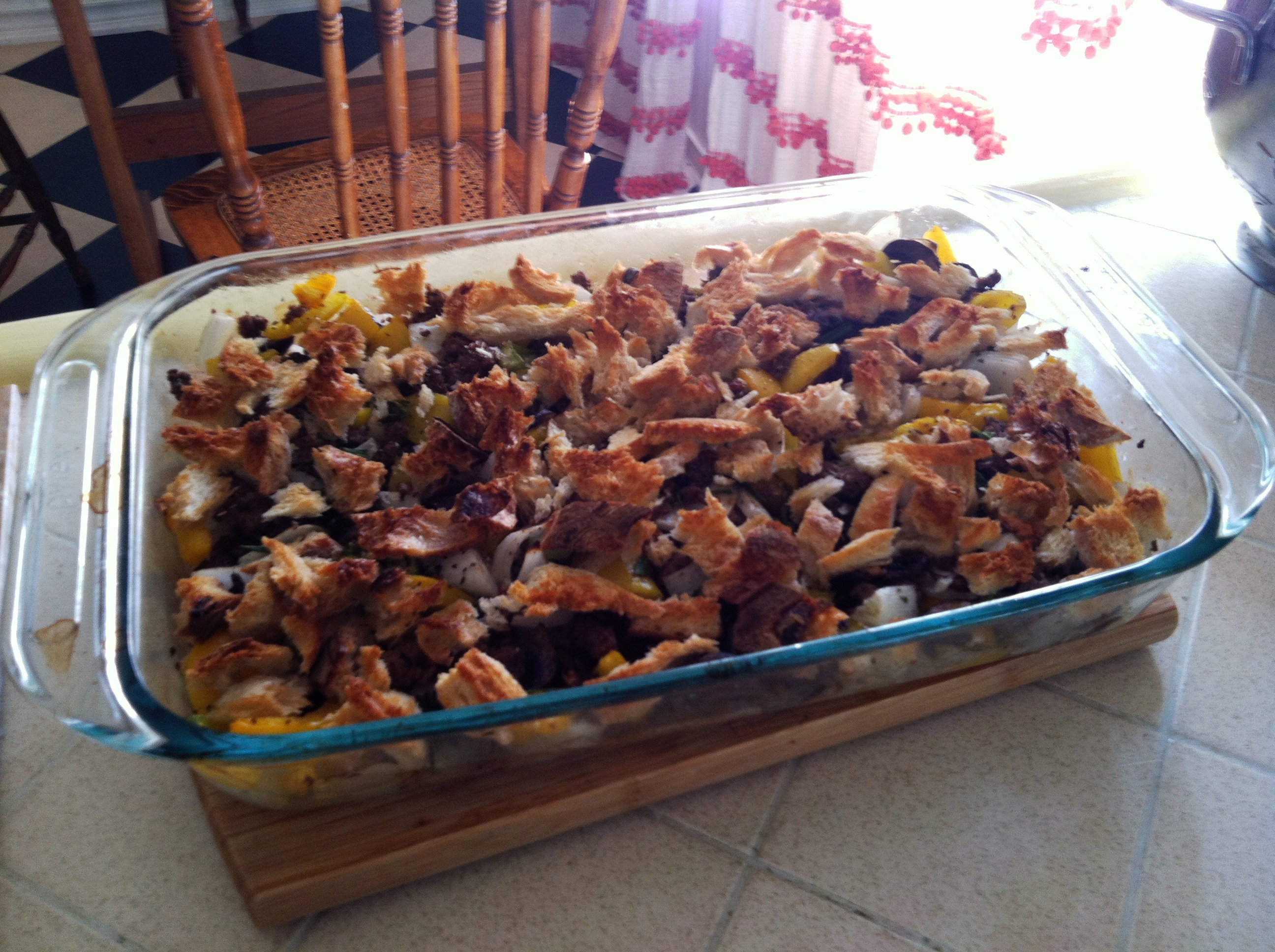
Американская кассероль с говяжьим фаршем, луком, перцем, грибами, зеленью, специями и хлебом

Запечённые блюда существуют уже тысячи лет. Ранние рецепты запеканок-кассеролей состояли из растёртого, прессованного риса с пикантной мясной смесью, например, курицей или сладким мясом. Примерно в 1870-х годах кассероль, видимо, получила своё нынешнее определение. Приготовление пищи в глиняной посуде было распространено в большинстве культур, но идея приготовления кассероли как одного блюда стала популярной в Соединённых Штатах в XX веке, особенно в 1950-х годах, когда появились новые формы из лёгкого металла и стекла. К 1970-м годам кассероли приобрели менее изысканный вид.

## Вариации
Многие запечённые блюда, подаваемые в форме для запекания, можно отнести к кассеролям: ланкаширский хотпот, французское кассуле, греческую мусаку и итальянское тимбалло.
В США кассероль или хот-диш обычно представляет собой запечённое блюдо, состоящее из трёх основных компонентов: кусочков мяса (например, курицы или фарша) или рыбы или другого белка (например, фасоли или тофу), различных нарезанных свежих или консервированных овощей (например, это зелёная фасоль или горох) и крахмалистого связующего (например, это мука, картофель, рис или макароны). Иногда присутствует также хрустящая (чипсы) или сырная начинка. Во время приготовления из мяса и овощей выделяется жидкость, и при приготовлении блюда можно добавлять дополнительную жидкость в виде бульона, вина, пива, джина, сидра, овощного сока или даже воды. Кассероли обычно готовят на медленном огне в духовке, часто без крышки. Их можно подавать в качестве основного блюда или гарнира, а также, что удобно, в посуде, в которой они были приготовлены.
В англоязычных странах Содружества, таких как Великобритания, Австралия и Новая Зеландия, термин «casserole» чаще всего используется для обозначения блюда из мяса или курицы с овощами (особенно корнеплодами) и соусом в виде подливки. Блюда, содержащие большую долю крахмалистых ингредиентов, например, макароны или блюда, приготовленные в сливочных соусах, обычно не называются кассеролями, а могут называться «bakes» или «gratins». В Великобритании термины «casserole» и «stew», как правило, используются как синонимы, хотя некоторые различают их, утверждая, что стью готовят на плите, а кассероли — в духовке (печи).